# انغا بوش
انغا بوش (بالألمانية: Inga Busch )‏ (و. 1968 – م) هي ممثلة، وممثلة مسرحية، وممثلة أفلام من ألمانيا. ولدت في نويس.

## وصلات خارجية
- انغا بوش على موقع IMDb (الإنجليزية)
- انغا بوش على موقع مونزينجر (الألمانية)
- انغا بوش على موقع ألو سيني (الفرنسية)
- انغا بوش على موقع ميوزك برينز (الإنجليزية)
- انغا بوش على موقع أول موفي (الإنجليزية)
- انغا بوش على موقع قاعدة بيانات الأفلام السويدية (السويدية)
- انغا بوش على موقع قاعدة بيانات الفيلم (الإنجليزية)
- انغا بوش على موقع كينوبويسك (الروسية)